# Tortula truncata
Tortula truncata là một loài Rêu trong họ Pottiaceae. Loài này được (Hedw.) Mitt. miêu tả khoa học đầu tiên năm 1870.

## Hình ảnh

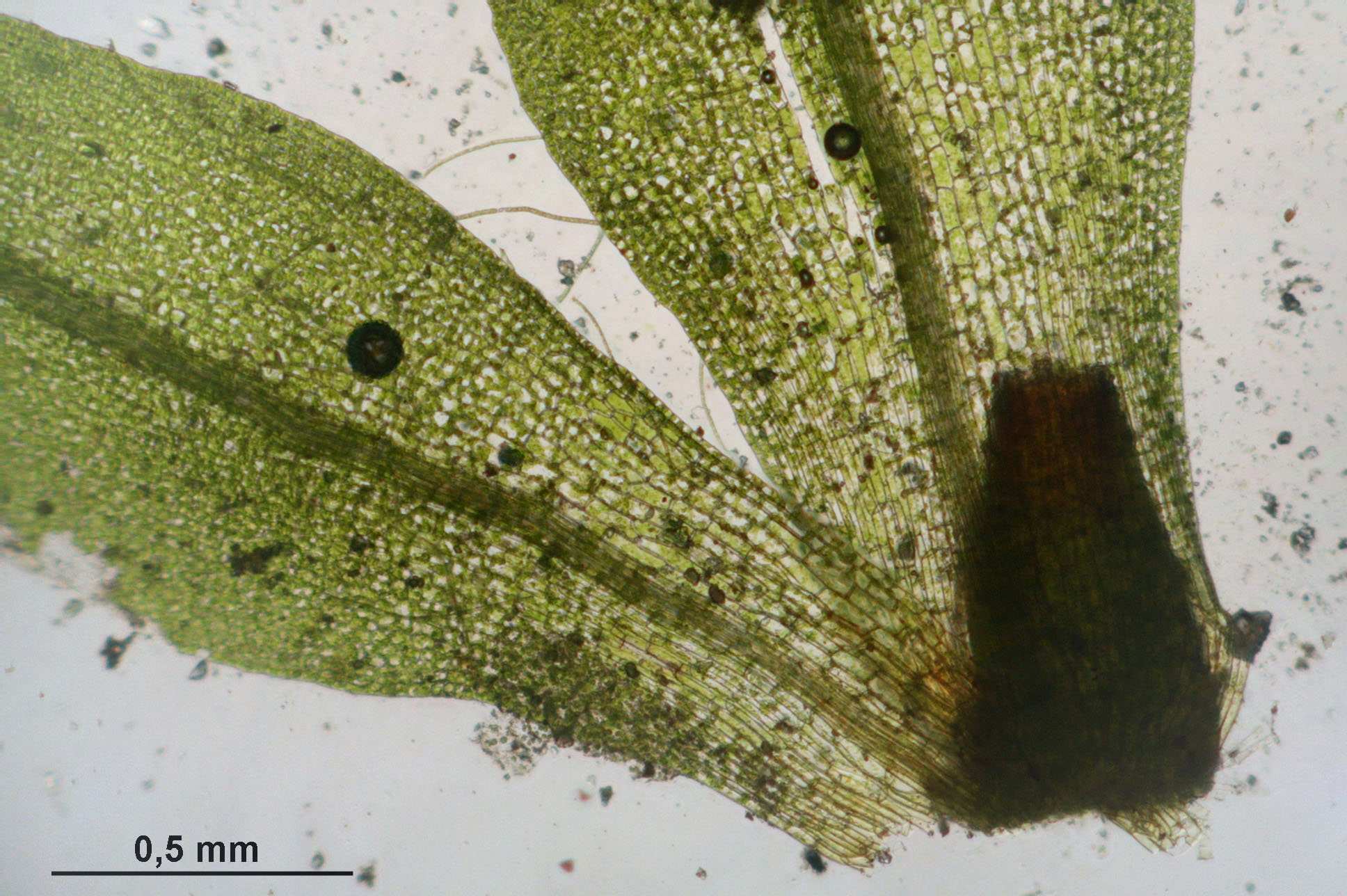
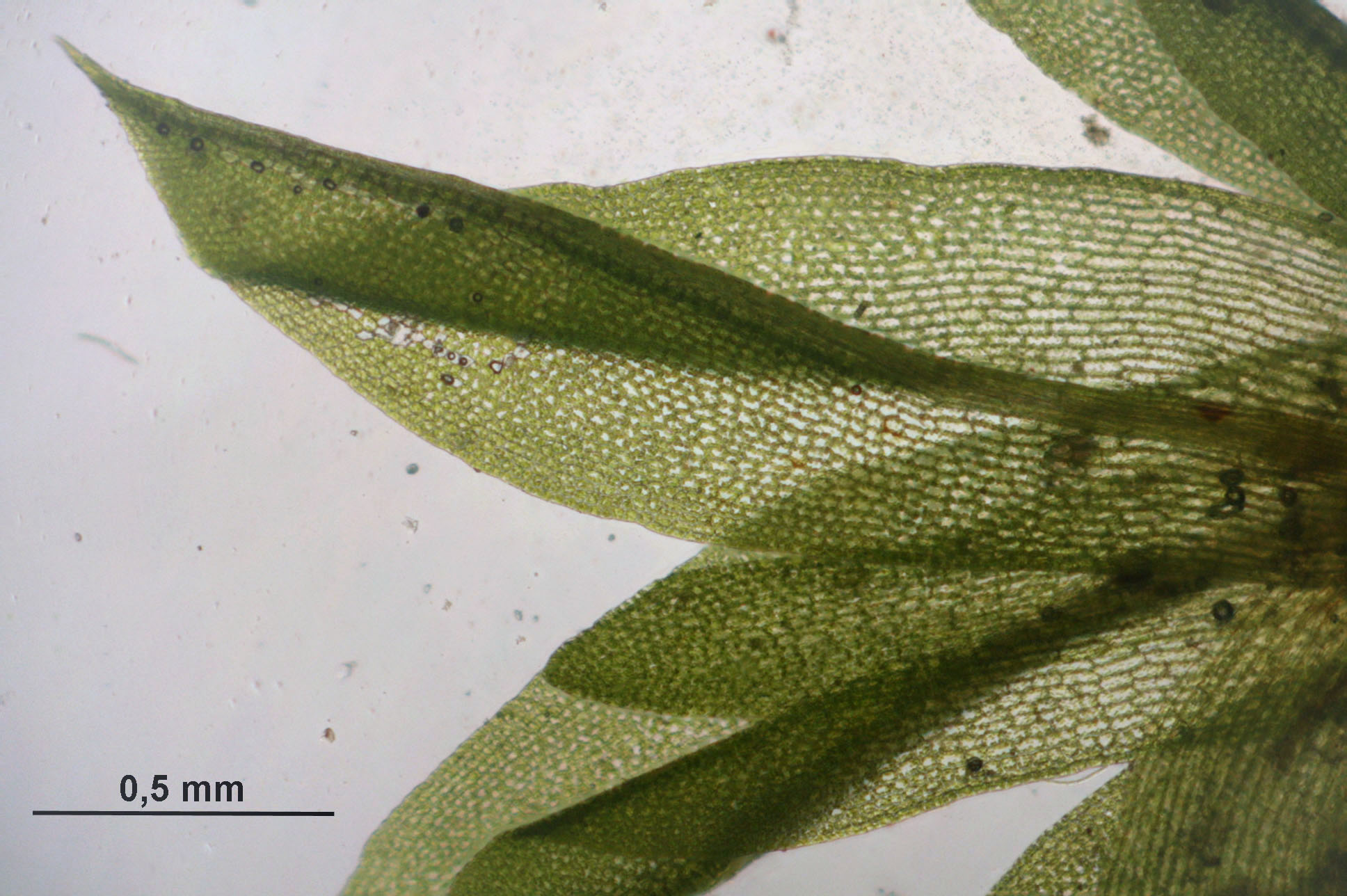
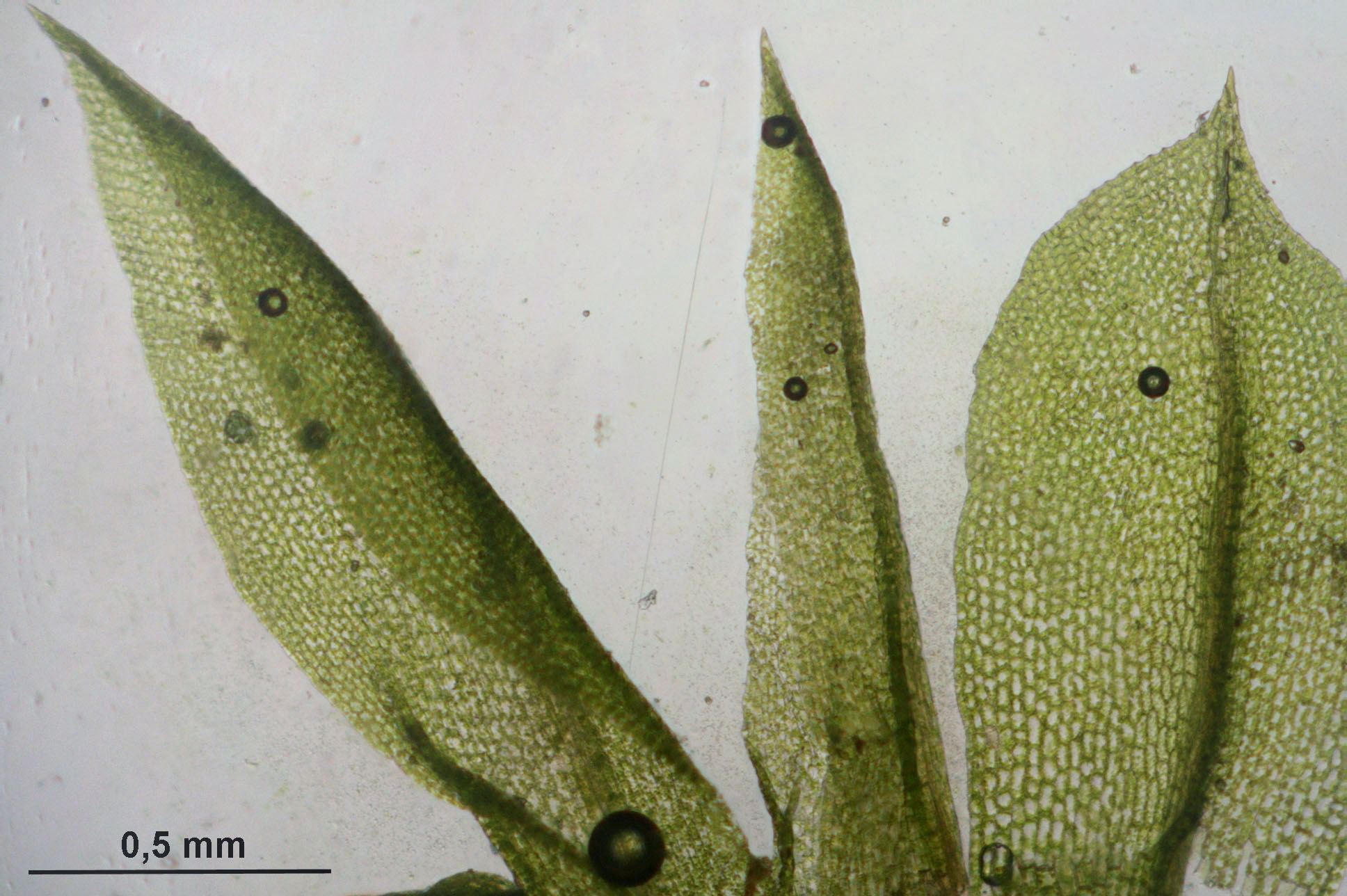
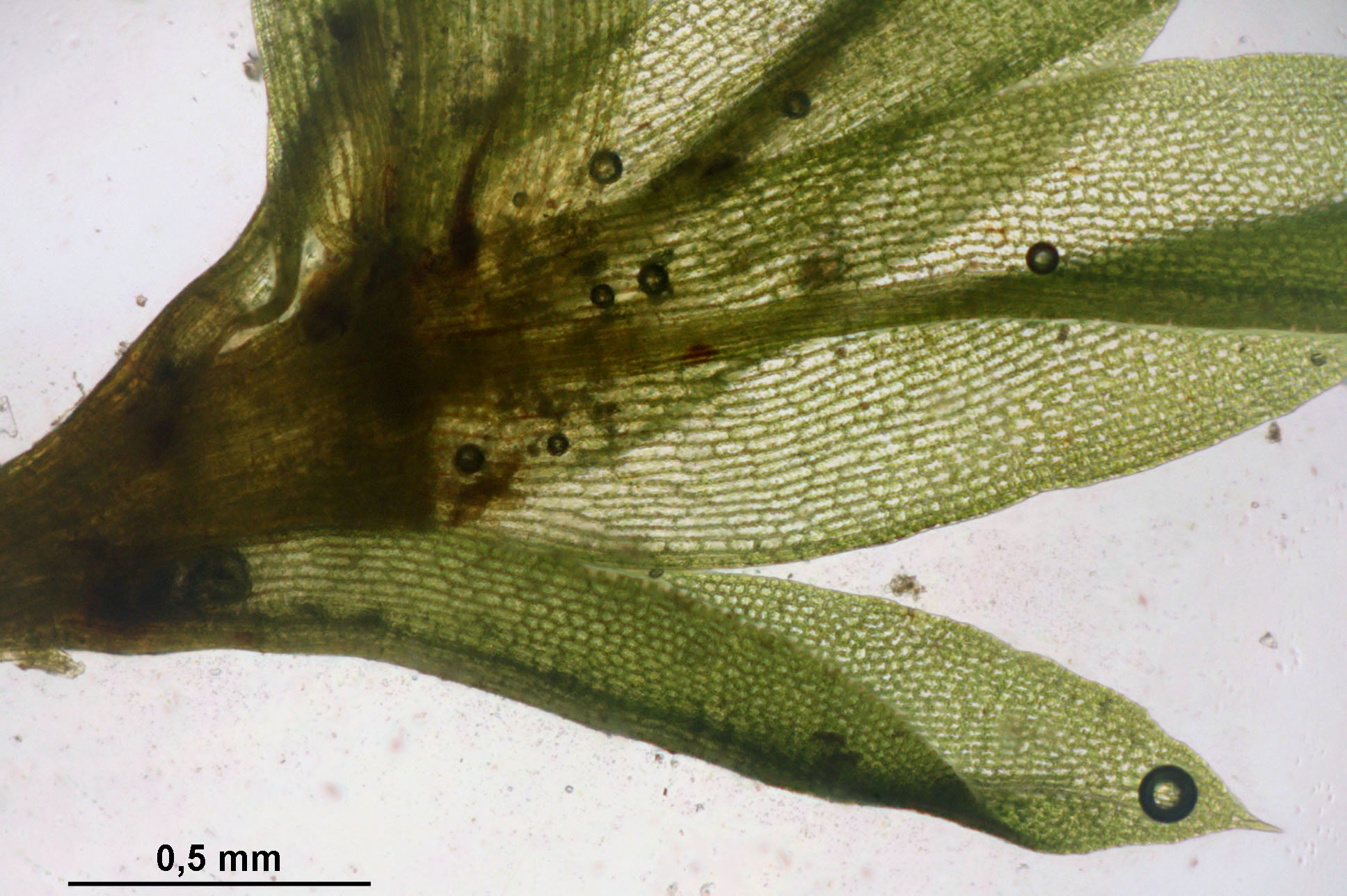